# Allende, Coahuila
Allende är en kommunhuvudort i Mexiko.   Den ligger i kommunen Allende och delstaten Coahuila, i den norra delen av landet, 1 000 km norr om huvudstaden Mexico City. Allende ligger 385 meter över havet och antalet invånare är 19 636.
Terrängen runt Allende är platt. Runt Allende är det ganska glesbefolkat, med 24 invånare per kvadratkilometer. Allende är det största samhället i trakten. Trakten runt Allende består i huvudsak av gräsmarker.